# 公立志津川病院
公立志津川病院（こうりつしづがわびょういん）は、宮城県本吉郡にある南三陸町が設置していた町立病院。
2015年（平成27年）12月14日に当院の後身として町立南三陸病院が開院し、入院患者を含めて同病院へ移転した。

## 診療科
- 内科
- 外科
- 整形外科
- 小児科
- 眼科
- 泌尿器科
- 耳鼻咽喉科
- 皮膚科
- 総合診療科
- 歯科口腔外科

## 歴史
1953年（昭和28年）に1町3カ村国保直営組合病院として落成、1955年（昭和30年）に志津川町と戸倉村、入谷村が合併し、志津川・歌津組合病院となった。1975年（昭和50年）3月に鉄筋4階建の建物への改築が完了、公立志津川病院となった後の1984年（昭和59年）11月増築工事が完了し総合病院となった。また1990年（平成2年）3月に人工透析センターが完成した。
1993年（平成5年）頃からの厚生省の方針で他の多くの病院と同様に医療費、診療報酬を抑制する必要が出て、1999年（平成11年）に産婦人科が閉鎖され、2001年（平成13年）6月で泌尿器科はいったん閉鎖された。同年時点で法定医師数16人に対して現員6人という状況に陥った。こうした状況に対して当時宮城県議会で質問を受けた浅野史郎宮城県知事は「命に関わることであり、一刻も猶予がならないことは理解している。医師の確保に全力を尽くしたい」と答弁を行っている。
志津川町と歌津町が平成の大合併で合併し、南三陸町が誕生した2005年（平成17年）10月1日に開院。開業時は一般病床90、療養病床50だったが2007年（平成21年）度より一般病床を76に減らした。
2009年（平成21年）の南三陸町長選では町長の佐藤仁が志津川病院の改革についての実績もアピールされ再選を果たした。

## 年表
| 藩政期   | 明治期   | 平成の 大合併前 | 現在     |
| -------- | -------- | --------------- | -------- |
| 津谷村   | 御嶽村   | 本吉町          | 気仙沼市 |
| 馬籠村   | 御嶽村   | 本吉町          | 気仙沼市 |
| 山田村   | 御嶽村   | 本吉町          | 気仙沼市 |
| 小泉村   | 小泉村   | 本吉町          | 気仙沼市 |
| 歌津村   | 歌津村   | 歌津町          | 南三陸町 |
| 志津川村 | 本吉村   | 志津川町        | 南三陸町 |
| 荒戸浜   | 本吉村   | 志津川町        | 南三陸町 |
| 清水浜   | 本吉村   | 志津川町        | 南三陸町 |
| 入谷村   | 入谷村   | 志津川町        | 南三陸町 |
| 折立村   | 戸倉村   | 志津川町        | 南三陸町 |
| 水戸辺村 | 戸倉村   | 志津川町        | 南三陸町 |
| 滝ノ浜   | 戸倉村   | 志津川町        | 南三陸町 |
| 長清水浜 | 戸倉村   | 志津川町        | 南三陸町 |
| 北沢村   | 横山村   | 津山町          | 登米市   |
| 南沢村   | 横山村   | 津山町          | 登米市   |
| 柳津村   | 麻崎村   | 津山町          | 登米市   |
| 黄牛村   | 麻崎村   | 津山町          | 登米市   |
| 十三浜   | 十三浜村 | 北上町          | 石巻市   |

- 1880年（明治13年）5月 - 「宮城病院気仙沼分局志津川出張所」が、宮城県本吉郡本吉村の海円寺（現・宮城県本吉郡南三陸町志津川字上の山11）境内にあった鳴泉学校[注 1]校舎を転用して設置された[9]。なお、「宮城病院」は現在の東北大学病院の前身である。
- 1881年（明治14年）4月1日 - 「宮城病院志津川出張所」に改称[9]。
- 1882年（明治15年） - 「公立志津川病院」に改称[9]。管轄域は、本吉郡のうち御嶽村より南にある全9ヶ村（以下「本吉郡9ヶ村」）[9]。
- 1884年（明治17年） - 宮城病院の廃止に伴い、本吉郡9ヶ村による連合会が経営を引き継いだ[9]。
- 1889年（明治22年） - 本吉郡9ヶ村が衛生組合を組織して経営を引き継いだ[9]。
- 1895年（明治28年）10月31日 - 本吉村が町制を施行して志津川町となった。
- 1902年（明治35年）5月 - 志津川町十日町に病院を移転[10]。
- 1904年（明治37年） - 組合による運営が終了[9]。その後、組合は解散[9]。
- 1906年（明治39年）10月 - 志津川町が病院の財産を買収して町有化し、志津川病院を創設した[9][10]。
- 1925年（大正14年）12月 - 志津川町が町立病院の設立を決議し、宮城県に設立願を提出[9]。
- 1926年（大正15年）1月18日 - 県から許可され、「町立志津川病院」が開院[9]。
- 1931年（昭和6年）7月31日 - 経営不振から外科医長に経営譲渡され、「私立志津川病院」となった[9]。
- 1938年（昭和13年）
  - 7月1日 - 国民健康保険法施行。
  - 7月 - 志津川町国民健康保険組合設立[11]。
- 1944年（昭和19年） - 院長の死去に伴って日本医療団に経営譲渡された[9]。
- 1947年（昭和22年）11月1日 - 日本医療団が解散。
- 1949年（昭和24年）4月 - 日本医療団の解散に伴って県に移管され、「公立志津川病院」に名称復帰して志津川町の管理運営となった[9]。
- 1953年（昭和28年）
  - 7月 - 歌津村・志津川町・入谷村・戸倉村の1町3ヶ村による国民健康保険組合に経営が移った[9]。
  - 9月 - 病院が新築された[11]。
- 1955年（昭和30年）3月1日 - 志津川町・入谷村・戸倉村が対等合併して新制の志津川町となったため、志津川町歌津村国民健康保険直営病院となった[9]。
- 1959年（昭和34年）4月1日 - 歌津村が町制を施行して歌津町になったため、志津川町歌津町国民健康保険直営病院となった[9]。
- 1975年（昭和50年）3月 - 鉄筋4階建の建物への改築工事が竣工[12]。
- 1984年（昭和59年）11月 - 増築工事が竣工し、「公立志津川総合病院」に改称[12]。
- 1990年（平成2年）3月 - 人工透析センターが竣工（5月より治療開始）[13]。
- 1998年（平成10年）4月 - リアス訪問看護ステーションを敷地内に開設[13]。
- 1999年（平成11年） - 産婦人科を閉鎖。
- 2001年（平成13年） - 泌尿器科を閉鎖。
- 2005年（平成17年）10月1日 - 歌津町と志津川町が合併して南三陸町となったのに伴い、一部事務組合「志津川歌津病院組合」の運営から町の直営となった。「公立志津川病院」発足。
- 2007年（平成19年） - 一般病床を削減。
- 2011年（平成23年）3月11日 - 東北地方太平洋沖地震および津波（東日本大震災）で被災。
- 2015年（平成27年）
  - 11月25日 - 後継となる南三陸病院が完成し、落成式が行われた[14]。
  - 12月14日 - 南三陸病院が開院[1]。それに伴い公立南三陸診療所及び公立志津川病院は閉鎖[1]。

## 東日本大震災
| 状況                      | 名称                     | 所在地                                                    | 位置                                   |
| ------------------------- | ------------------------ | --------------------------------------------------------- | -------------------------------------- |
| 2011年3月11日より休診     | 公立志津川病院           | 南三陸町志津川字汐見町15                                  | 北緯38度40分34.2秒 東経141度26分44.6秒 |
| 2011年3月29日 - 4月10日   | イスラエル医療センター   | 南三陸町志津川字沼田56 （ベイサイドアリーナ駐車場に仮設） | 北緯38度40分54.3秒 東経141度27分38.4秒 |
| 2011年4月15日 - 5月13日   | 公立志津川病院仮設診療所 | 南三陸町志津川字沼田56 （ベイサイドアリーナ駐車場に仮設） | 北緯38度40分54.3秒 東経141度27分38.4秒 |
| 2011年5月14日より診療開始 | 公立南三陸診療所         | 南三陸町志津川字沼田56 （ベイサイドアリーナ駐車場に仮設） | 北緯38度40分54.3秒 東経141度27分38.4秒 |
| 2011年6月1日より診療開始  | 公立志津川病院（臨時）   | 登米市米山町字桜岡大又3-1 （よねやま診療所に併設）        | 北緯38度37分44.1秒 東経141度12分53.9秒 |

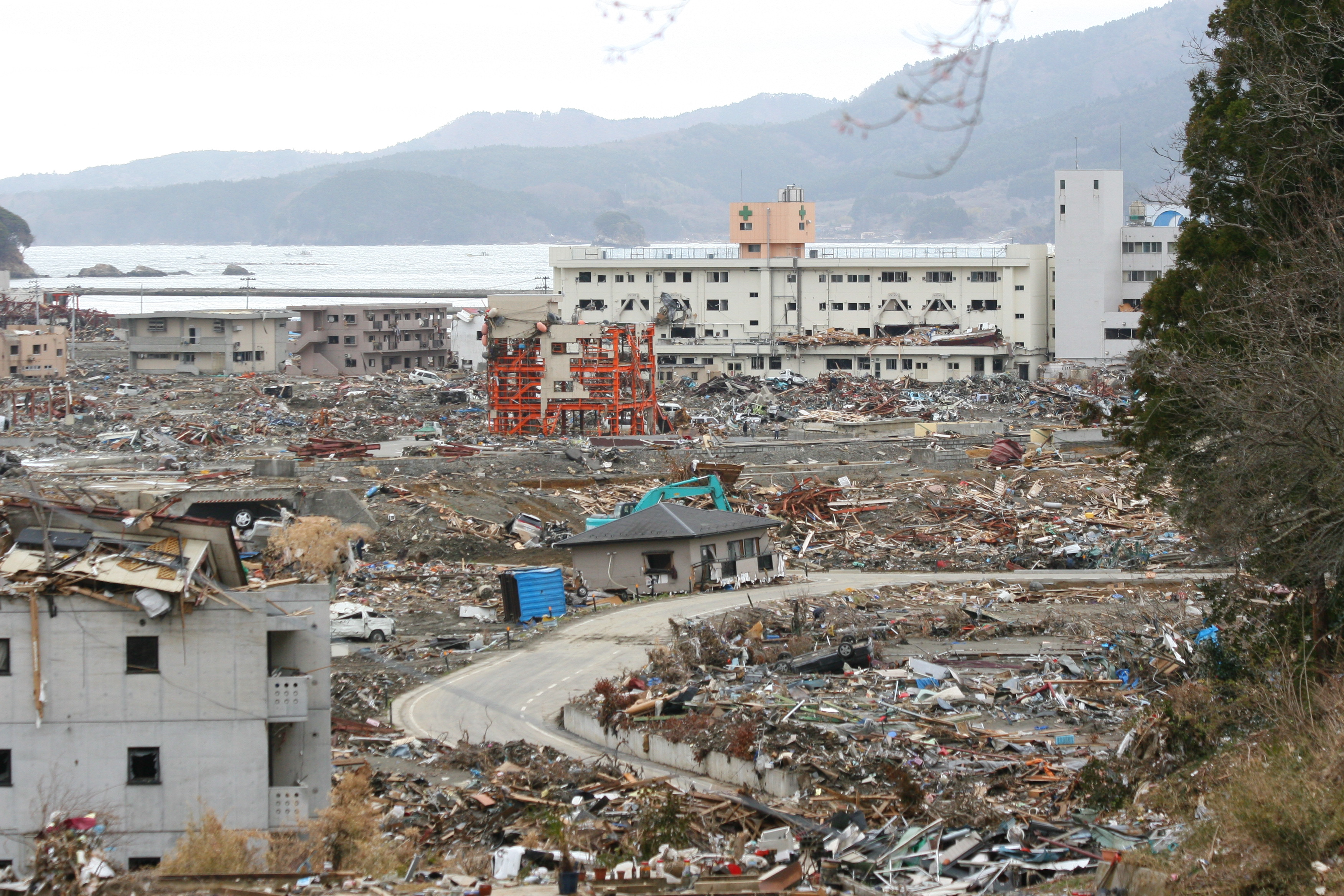
病院周辺（2011年4月20日）

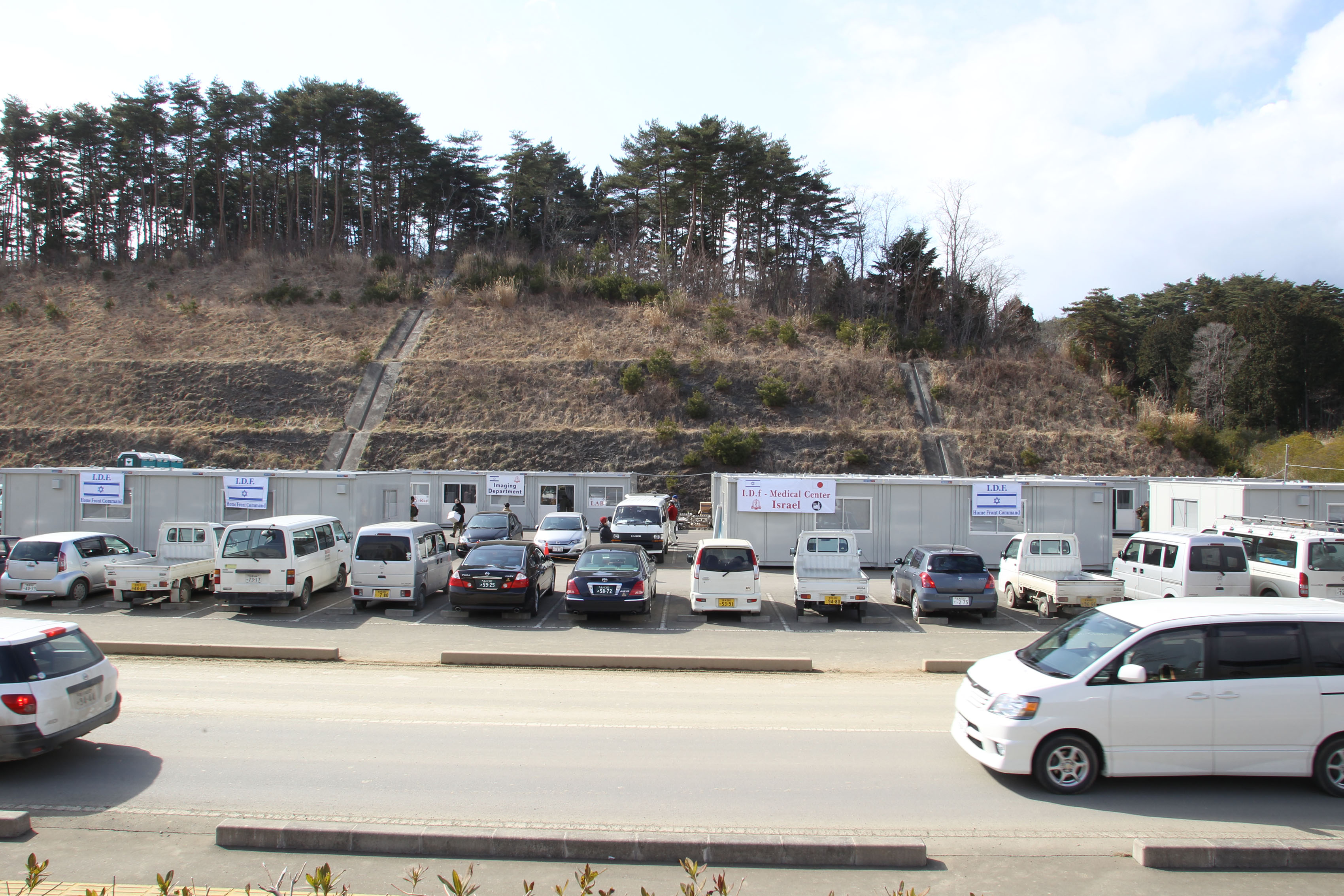
イスラエル医療センター（2011年3月28日）

1960年（昭和35年）5月に発生したチリ地震による津波が当地で2.8mに達したことを教訓に、沿岸にはその約2倍にあたる高さ5.5mの堤防が築かれ、また、当院も病室を約6mにある3階より上に設置しており、鉄筋コンクリート構造5階建ての当院の屋上は発災時に関係者以外も避難出来る津波避難所に指定されていた。
2011年（平成23年）3月11日に発生した東北地方太平洋沖地震（東日本大震災）では当院4階部分まで津波に襲われ、屋上に避難誘導中の看護師ら4人の病院スタッフと、屋上に避難し切れなかった入院患者109人中67人が津波に飲み込まれた。また、津波から逃れたものの約150人が当院に取り残され、3月12日からの自衛隊ヘリコプターなどによる救出に間に合わなかった患者7人が低体温症や低酸素症で死亡した。なお、救出されるまでの2昼夜医療行為を続けた当院医師の菅野武が、同年4月21日に発表された2011年度のタイム誌「世界で最も影響力のある100人」に、福島県南相馬市長の桜井勝延と共に選ばれた。
3月27日に成田国際空港に着き、外国の医療団として初めて被災地に入ったイスラエル軍の災害派遣医療チームが、「イスラエル医療センター」と称したプレハブ施設で3月29日から4月10日まで医療活動を実施した。同プレハブは、イスラエルの要請で栗原市が発注し、南三陸町スポーツ交流村南三陸町総合体育館（ベイサイドアリーナ）の駐車場に設置したもので、医療スタッフ等約50人と医療器具等はイスラエル軍が用意した。プレハブは3年リースで、賃借料約2100万円を南三陸町が負担するが、災害救助法の適用で大部分が国庫負担の見通しとなっている。
同医療チーム撤退後の4月15日より同施設と無償供与された医療機器等を流用して、当院の医師、町内の医師、東北大学病院や国境なき医師団の医師らが外来診療を行う「公立志津川病院仮設診療所」（公立南三陸診療所）を開設した。また4月18日より入谷中学校、歌津中学校、志津川小学校、志津川高校、宮城県志津川自然の家への巡回診療も行われた。
災害派遣医療チームの大半が4月末までに撤退することを受け、町の医療対策本部の方針で5月14日から志津川地区は公立南三陸診療所、歌津地区は民間の鎌田医院の仮診療所（7月1日より「歌津八番クリニック」に改称。北緯38度43分24.6秒 東経141度32分18.3秒）に診療体制を集約し、患者向けに送迎バスの運行を開始した。
南三陸町では町民が避難していた登米市から登米市立よねやま診療所の一部を5年間無償で借りられることになり、6月1日より同所を臨時の「公立志津川病院」として、医師3人、看護師30人、入院病床39床（一般27床、療養12床）で運用開始した。

## アクセス
- JR気仙沼線 志津川駅から徒歩で約5分。
- 三陸沿岸道路 桃生津山ICから車で約30分。
- 三陸沿岸道路 登米東和ICから車で約30分。